# Carlos Luis Sáenz
Carlos Luis Sáenz Elizondo (Heredia, 9 de junio de 1899 - San José, 8 de noviembre de 1983) fue un escritor, poeta, político y educador costarricense. Fue prolífico autor de obras infantiles, cuentos, teatro, revistas, compilador de leyendas tradicionales, manuales escolares y poesía, la mayoría dedicada a la niñez, razón por la cual se le conoce en este país como «el poeta de los niños» o «el abuelo cuentacuentos costarricense», aunque también escribió obra para adultos. En 1966 se le concedió el Premio Magón, y en 1974, el Premio Aquileo Echeverría en la rama de cuento.

## Biografía
Nació en Heredia, el 9 de junio de 1899, donde transcurrió su infancia y adolescencia. La segunda enseñanza la realizó en el Liceo de Heredia, que en esa época estaba bajo la dirección del escritor y filólogo Carlos Gagini. En dicho liceo recibió clases del también escritor e historiador Luis Dobles Segreda. Realizó sus estudios universitarios en la Escuela Normal de Heredia, donde se graduó con el título de Maestro Normal a los 20 años de edad, en 1919, siendo sus maestros el poeta Roberto Brenes Mesén, el escritor Joaquín García Monge y el pensador Omar Dengo. Como maestro, entre 1926 y 1930 trabajó en distintas escuelas rurales del país, hasta recalar finalmente en la Escuela Porfirio Brenes, luego en el Colegio Superior de Señoritas, donde impartió clases de castellano, y más tarde, en la Escuela Normal de Heredia, donde impartió lecciones de pedagogía, literatura infantil, historia de la educación y metodología y luego, fue director de este centro de enseñanza.
Fue militante del partido comunista de Costa Rica, Vanguardia Popular, de tendencia marxista. Su militancia política motivó su expulsión de la enseñanza pública en 1936, por lo que se dedicó a elaborar libros de texto para escuela junto a Adela Ferreto, Carmen Lyra (con quien tuvo estrecha amistad) y Carlos Meléndez Chaverri. En 1936, fue candidato a Presidente de la República por el partido comunista, y a una diputación en 1938. Tras ser separado de la enseñanza, fundó, junto a Adela Ferreto y Luisa González, la revista «Triquitraque», la revista para niños más duradera de la historia de Costa Rica (1936-1947), donde publicó muchas de sus obras y cuentos infantiles. También colaboró con gran cantidad de revistas como «Repertorio Americano», «Brecha», «Costa Rica de Ayer y Hoy», «Farolito», y para los diarios «La Nación», «La República», «La Prensa Libre», «La Hora», semanario «Libertad» y para el periódico «Trabajo». Junto con su esposa Adela Ferreto, trabajó en la recopilación y la preparación de libros de lectura para escolares.
Tras la guerra civil de 1948, se exilió primeramente en Panamá, y luego en México, en compañía de Adela Ferreto. En estos países desempeñó el profesorado en materias de su especialidad: en la Escuela Normal de México y en la Escuela Normal Justo Arosemena en Panamá.  En 1949, a un año de su exilio, fue publicada en Costa Rica su obra más recordada, «Mulita Mayor».
En 1966, la Dirección de Artes y Letras del Ministerio de Educación le otorgó el Premio Nacional de Cultura Magón por toda su labor. Continuó publicando y en 1974 el Ministerio de Cultura y Juventud de Costa Rica le otorgó el Premio Nacional Aquileo J. Echeverría en la rama de cuento. En 1975 publicó su única novela, «Yorusti». En la Universidad de Costa Rica, impartió las cátedras de Literatura costarricense y Apreciación literaria.
Un año antes de fallecer, el Centro Costarricense de Producción Cinematográfica concluyó una película autobiográfica que recrea su obra artística y educativa: «Carlos Luis Saénz, las palabras del poeta».

## Fallecimiento
Falleció en San José, el 8 de noviembre de 1983 a los 84 años de edad.

## Obras
- Navidades (1929), teatro infantil.
- Raíces de esperanza (1940), lírica.
- Mulita mayor: rondas, cuentos y canciones de mi fantasía niña (1949)
- Memorias de alegría (1951), versos para niños.
- Cuadros del 56 (1955), teatro infantil.
- Maternales (1955), teatro infantil.
- Yorusti (1975), novela.
- El viento y Daniel (1976), versos para niños.
- Pilares del viento (1977), lírica.
- El abuelo cuentacuentos (1981), cuento.
- Nido de la canción (1981), lírica.
- En lo que quedó el baile (1982), teatro.
- El gato tiempo (1983), libro infantil.
- Hijo de la tierra (1983), lírica.
- Libro de Min (1983), lírica.
- Cuatro Estampas de Guanacaste (1955)
- Papeles de Risa y Fantasía (1962), Teatro